# Théâtre des Blancs-Manteaux
Théâtre des Blancs-Manteaux je divadlo v Paříži, které se nachází na adrese 15, Rue des Blancs-Manteaux ve 4. obvodu. Divadlo má dva sály s kapacitou 80 a 60 míst. Zaměřuje se na komedie a muzikály.

## Historie
V roce 1970 podnikatel René Liotaud koupil budovu na rohu Rue Aubriot a Rue des Blancs Manteaux a vybudoval v přízemí restauraci a ve sklepě diskotéku. Pro veřejnost byl podnik otevřen v roce 1972. Protože diskotéka nebyla úspěšná, rozhodl se ji přeměnit na divadlo a umělecké vedení svěřil Lucienovi Gibarrovi. Bylo jedním z prvních z divadel ve čtvrti Marais, kde byly následně otevřeny Essaïon, Point Virgule, Mama du Marais nebo Café de la Gare. Divadlo se zaměřovalo na komedie a hudební představení. Během doby zde vystupovali herci a zpěváci jako Renaud Séchan, Jacques Higelin, Patrick Font, Philippe Val, Pierre Jolivet, Marc Jolivet, Jacques Villeret, Bernard Lavillier, Marianne Sergent, Julien Clerc, Maxime Le Forestier, Jacques Higelin, Bernard Lavilliers aj.
V roce 1979 se řízení divadla ujal sám majitel René Liotaud a to až do roku 1998. Za jeho vedení zde vystupovali např. Monique Abès, Marc Pracca, Etienne Desbordes, José Paul, Catherine Allégret, Michèle Laroque, Sabine Paturel, Laurent Spielvogel, Anne Roumanoff, Virginie Lemoine, Jean-François Derec, Gilles Détroit nebo Jean Christophe Le Texier. Divadlo se též podílelo na televizních přenosech one man/woman show. Zvyšující se popularita divadla vedla ke zrušení restaurace v přízemí a její přeměnu na druhý divadelní sál.
V roce 1998 převzaly vedení divadla Magali Clavel-Lugan a Fabienne Goudeau. V roce 2008 koupil divadlo Frédéric Cagnache.